# Ас-Сакн
Ас-Сакн — поселение на северо-востоке Западной Сахары, которое находится на территории, контролируемой Марокко, неподалёку от признанной марокканской границы. Ас-Сакн находится примерно в 100 километрах к северу от Смары и в 120 километрах к юго-западу от Тан-Тана.
- Карта Западной Сахары . Организация Объединенных Наций .